# RTSC-Konferenz
Die RTSC-Konferenz (Real Time Strategic Change) ist eine Methode der Großgruppenmoderation und findet Anwendung bei Organisationsentwicklung von Unternehmen. Übersetzt bedeutet RTSC „Strategischer Wandel in Echtzeit“ (Real Time Strategic Change – RTSC). Innerhalb von ca. 2–3 Tagen werden in der Konferenz vier Phasen durchlaufen: 1. Phase: Aktueller Stand. 2. Phase: Zukünftige Vision. 3. Phase: Problemdiagnose zur Zielerreichung. 4. Phase: Handlungsbedarfe zur Erreichung der Ziele.

## Ziele
In RTSC-Konferenzen geht es darum, die Teilnehmer für strategische Ziele des Unternehmens zu gewinnen. Weiterhin kann die Zielsetzung darin bestehen, sie für Visionen, Werte, Programme und/oder Projekte zu aktivieren. Immer sollen die Menschen hinterher einen Zielzustand gemeinsam tragen. Teilnehmer werden gleichzeitig im strategischen Denken geschult.

## Nutzen
Mit dem RTSC-Prozess können viele verschiedene Probleme, Herausforderungen und Chancen gleichzeitig aufgegriffen werden (z. B. Strategie, Planung, Umsetzung, Kultur). Die Teilnehmer lernen simultan strategische Arbeit kennen. Simultan bedeutet auch, dass nicht anwesende Führungskräfte und Mitarbeiter mittels E-Mail und/oder Telefon direkt aus der RTSC-Konferenz eingebunden werden. Offene Kommunikationskultur wird gefördert.

## Teilnehmer
Eine RTSC-Konferenz dauert in der Regel zwei bis drei Tage und ist für eine Teilnehmerzahl von 40 bis 600 Personen konzipiert. Das Verfahren folgt keinem starren Programm. Lediglich die Grundstruktur ist konstant, das Design jeder Konferenz ist individuell.

## Prinzipien
- Den Wandel simultan in Gang setzen
- Partizipation der ganzen Organisation ermöglichen
- Systemweiten Paradigmenwechsel auslösen
- Den „spirit of community“ erneuern
- Gemeinsame Verantwortung übernehmen

## Ablauf
Im Gegensatz zu vielen anderen Methoden berücksichtigt RTSC die hierarchische Struktur des Unternehmens. Die Führungsspitze legt Thema, Ziel, Ablauf und den Bereich des Möglichen fest. Von vornherein wird klargestellt, dass die obere Etage letzten Endes entscheidet. „Dadurch ergibt sich eine realitätsnahe Anbindung der Methode an den Alltag“. Der genaue Ablauf dieser Tage wird bei jeder Konferenz individuell gestaltet.

### 1. Aufrütteln
Die Unzufriedenheit mit der Realität wird besprochen und der gleiche Informationsstand wird für alle erzeugt. Zu Beginn der Veranstaltung verdeutlicht die Unternehmensleitung anhand umfangreicher Informationen die Problemlage: Wie sehen die Kunden die Firma wirklich? Welche internen Veränderungen sind unvermeidlich? Nichts wird beschönigt. Es geht darum, die Augen für die Situation zu öffnen, so das Prinzip.

### 2. Mit Zielen identifizieren
Ziele der strategischen Entscheidungen und Programme werden vorgestellt und zur Diskussion gebracht. Auf Basis der Informationen über die Problemlage arbeiten die Teilnehmer in den folgenden Tagen an Zielen und Lösungen, mit einem kontinuierlichen Feedback durch die Führungsspitze.

### 3. Erste Schritte erarbeiten und vereinbaren
Die Ziele und Lösungen werden definiert und zusammengetragen, um daraus Maßnahmen für die zukünftige Zusammenarbeit zu planen.

## Ergebnisse
- RTSC-Konferenzen wecken die vorhandenen Energien und richten sie auf Ziele aus
- RTSC-Konferenzen schaffen Fokus und Kohärenz
- Sie arbeiten mit dem Bild vom gesamten Unternehmen
- Der Wandel wird gemeinsam durch Partizipation erreicht
- Verantwortung wird gemeinsam übernommen
- Je nach Dauer können z. B. Teamziele entwickelt werden
- Auf Wunsch kann konferenzbegleitend eine professionelle RTSC-Dokumentation in Form einer Mitarbeiterzeitung erstellt werden

## Weblink
- Ressourcen zu RTSC